# Sisauli
Sisauli è una suddivisione dell'India, classificata come nagar panchayat, di 15.171 abitanti, situata nel distretto di Muzaffarnagar, nello stato federato dell'Uttar Pradesh. In base al numero di abitanti la città rientra nella classe IV (da 10.000 a 19.999 persone).

## Geografia fisica
La città è situata a 29° 25' 0 N e 77° 28' 0 E e ha un'altitudine di 237 m s.l.m..

## Società

### Evoluzione demografica
Al censimento del 2001 la popolazione di Sisauli assommava a 15.171 persone, delle quali 8.244 maschi e 6.927 femmine. I bambini di età inferiore o uguale ai sei anni assommavano a 2.304, dei quali 1.272 maschi e 1.032 femmine. Infine, coloro che erano in grado di saper almeno leggere e scrivere erano 8.745, dei quali 5.549 maschi e 3.196 femmine.